# Andrew Bond
Andrew Nicholas Bond (* 6. Juni 1965 in Grossbritannien) ist ein Schweizer Musiker und Schriftsteller mit Fokus auf Kinderlieder.

## Biografie
Andrew Bond arbeitete nach einem Theologiestudium 17 Jahre als Musik- und Religionslehrer an der Oberstufenschule in Wädenswil. 1998 veröffentlichte er seine erste Musik-CD: Zimetschtern han i gern. Was ursprünglich als internes Familienprojekt begann, wurde dank der Veröffentlichung unter dem Zürcher Lehrmittelverlag schnell zu einem Renner in den Schulen und Kindergärten und inzwischen zu Bonds grösstem Erfolg. Neben seinen Kindermusikprojekten veröffentlichte Bond auch CDs mit Liedern für Erwachsene sowie Bilderbücher und Kinderromane.
Im Sommer 2012 übernahm Andrew Bond das Gastspieltheater Zürich vom damaligen «Märlikönig» Fredy Kunz, der für sein Theater altershalber einen Nachfolger suchte. Von Anfang an übernahm Bond die künstlerische und musikalische Leitung. Die Geschäftsführung und Regie übertrug er Thomas Lüdi. Gleichzeitig erhielt das Gastspieltheater einen neuen Namen: MärliMusicalTheater. Zeitgleich mit der Übernahme des Theaters eröffnete Andrew Bond in Wädenswil sein neues KinderKulturRiich – kurz: Kikuri –, ein Zentrum für vielfältige Kultur für Kinder und mit Kindern. Das Kikuri ist ein Ort der Begegnung und Weiterbildung, des Ausheckens und Planens mit Büros, Probe- und Lagerräumen und einem Terrassen-Café.
Im Frühjahr 2022 wurde das MärliMusicalTheater aus verschiedenen Gründen geschlossen. Zu den Schliessungsgründen gehörten in erster Linie die aufwändige Finanzierung der Shows und die Corona-Pandemie.
Anlässlich des 25-jährigen Jubiläums seiner ersten Tonträger-Veröffentlichung veranstaltete Andrew Bond am 17. Dezember 2023 zwei Konzerte im Hallenstadion Zürich. Nachdem im Vorverkauf die 5'500 Besucherplätze des ersten Konzertes schnell ausverkauft waren, entschied sich Andrew Bond ein zweites Konzert am gleichen Datum auszuschreiben, welches nach der Abendkasse ebenfalls ausverkauft war.

## Diskografie
- 1998: Zimetschtern han i gern
- 1999: Suneschtraal tanz emaal, Maieriisli lüüted liisli
- 2000: Brännti Mandle, Magebroot
- 2001: Mitsing*Wienacht
- 2003: Schternefeischter
- 2004: Gränzeloos (eine CD für Erwachsene)
- 2005: En alte Stern
- 2006: Reisefieber, Himmelwiit
- 2007: Musizin, Rock Pool Rock (englisch)
- 2008: Pfoschteschuss
- 2009: Chleiderchischte, Zirkus Kokosnuss (Singspiel)
- 2010: Chrüsimüsi Chräbs, Du Kamel! (Hörgeschichte)
- 2011: Hyäne lached Träne, Heidi - wo bisch du dihei? (Musical - Neuauflage 2019)
- 2012: Chinder-Sächsilüüte, Dornrösli (Musical), Rägebogeziit
- 2013: En neue Kita-Tag, De Hans im Schnäggeloch (Musical, basierend auf dem gleichnamigen Volkslied), Tierische Weltreise 1+2 (Hochdeutsch), Beni Ben Baitz (Hörgeschichte)
- 2014: Alli machet Mischt, D Elefante plantsched, Ladina und d'Plunderlampe (Musical)
- 2015: Tom Träumer (Musical)
- 2016: Jackie MacSäbel und die Party Piraten (Musical)
- 2017: Ein Tag im Läbe vom Anders Andersson, Machs wie de Dachs, Miss Mallow, die Drachen Nanny (Musical)
- 2018: Bastlonaut Basil und das grosse Glück (Musical)
- 2019: Monschterjäger
- 2020: Tipps für de Gips
- 2021: Freddy Frächfall, de Hibedihop-Has (Musical)
- 2022: Funny Birds (englisch)

## Andere Publikationen
- 2002: Bilderbuch zur Mitsing*Wienacht Di allereerscht Wienacht (Neuauflage 2016)
- 2004: CD-ROM Schternefeischter mit Spielen für junge Kinder
- 2005: Kinderroman Grüne Perlen aus Ulvador
- 2006: Kinderroman Ulvador – Der verkaufte Regenbogen - Singspiel Wem Siis Huus, Flädermuus? - Bilderbuch So ein Kamel  (Neuauflage 2010 unter Du Kamel!)
- 2006: Lehrgang für Liedbegleitung Klavierschrummer
- 2007: Kinderroman Ulvador – Das Lied der Eule - Singspiel Ein Pirat im Internat
- 2008: Bilderbuch und Singspiel So ein Kamel - Bilderbuch Frechspatz Männi - Musik als Breitensport
- 2009: Singspiel Heidi wo bisch du dihei? - Singspiel Zirkus Kokosnuss
- 2011: DVD Andrew Bond und Band live
- 2012: DVD Mitsing*Wienacht live
- 2013: Bilderbuch Flieg Ringo, flieg! - Bilderbuch und Singspiel Benni Ben Baitz - Liederbuch Tierische Weltreise
- 2016: Singspiel Zwingli auf TV Zrrikk - Singspiel De verpackti Jesus -  Singspiel En Stall voll Müüs und Spinne
- 2017: Singprojekt Sternstunden
- 2018: Bilderbuch Der Himmel kommt auf die Erde - Bilderbuch Blueme für de Samichlaus - Bilderbuch Sibe Sibeschlööfer - Singprojekt Singalong Song - Singprojekt Hebed Sorg - Singspiel D Raupe spinnt
- 2021: Bilderbuch Bejuso, was krähst du so? - Bilderbuch Bejuso et l’Église  -  Bilderbuch und Singspiel Prima, Rhina!